# Natação no Campeonato Europeu de Esportes Aquáticos de 2012 - 400 m medley feminino
A prova dos 400 metros medley feminino da natação no Campeonato Europeu de Esportes Aquáticos de 2012 ocorreu no dia 21 de maio em Debrecen na Hungria. 

## Calendário
| Fase          | Data       | Hora  |
| ------------- | ---------- | ----- |
| Eliminatórias | 21 de maio | 10:27 |
| Final         | 21 de maio | 17:31 |

Todos os horários estão no horário local (UTC+1)

## Recordes
Antes desta competição, os recordes eram os seguintes:
| Recorde mundial       | Stephanie Rice | 4:29.45 | Pequim    | 10 de agosto de 2008 |
| Recorde europeu       | Katinka Hosszú | 4:30.31 | Roma      | 2 de agosto de 2009  |
| Recorde do campeonato | Hannah Miley   | 4:30.09 | Budapeste | 9 de agosto de 2010  |

## Medalhistas
| Ouro                 | Prata                   | Bronze                 |
| Katinka Hosszú (HUN) | Zsuzsanna Jakabos (HUN) | Barbora Závadová (CZE) |

## Resultados

### Eliminatórias
Esses foram os resultados das eliminatórias. 
| Pos. | Bateria | Raia | Nadadora                    | Nacionalidade | Tempo   | Notas |
| ---- | ------- | ---- | --------------------------- | ------------- | ------- | ----- |
| 1    | 1       | 5    | Stina Gardell               | Suécia        | 4:39.48 | Q,    |
| 2    | 3       | 4    | Katinka Hosszú              | Hungria       | 4:40.55 | Q     |
| 3    | 2       | 4    | Barbora Závadová            | Chéquia       | 4:40.85 | Q     |
| 4    | 1       | 4    | Zsuzsanna Jakabos           | Hungria       | 4:41.31 | Q     |
| 5    | 2       | 5    | Anja Klinar                 | Eslovênia     | 4:41.82 | Q     |
| 6    | 3       | 3    | Stefania Pirozzi            | Itália        | 4:46.74 | Q     |
| 7    | 1       | 3    | Alessia Polieri             | Itália        | 4:48.23 | Q     |
| 8    | 3       | 5    | Lara Grangeon               | França        | 4:49.31 | Q     |
| 9    | 3       | 7    | Noora Laukkanen             | Finlândia     | 4:50.08 |       |
| 10   | 2       | 6    | Sara Nordenstam             | Noruega       | 4:50.09 |       |
| 11   | 2       | 3    | Jördis Steinegger           | Áustria       | 4:50.94 |       |
| 12   | 2       | 2    | Iryna Glavnyk               | Ucrânia       | 4:52.31 |       |
| 13   | 3       | 2    | Kristina Kochetkova         | Rússia        | 4:52.83 |       |
| 14   | 1       | 2    | Karolina Szczepaniak        | Polónia       | 4:53.45 |       |
| 15   | 1       | 6    | Kristina Krasyukova         | Rússia        | 4:55.28 |       |
| 16   | 2       | 7    | Nuala Murphy                | Irlanda       | 4:58.05 |       |
| 17   | 1       | 7    | Johanna Gerda Gustafsdottir | Islândia      | 5:00.99 |       |
| 18   | 3       | 1    | Neza Marcun                 | Eslovênia     | 5:04.00 |       |
| 19 ! | 3       | 6    | Beatriz Gómez Cortés        | Espanha       | DNF     |       |

### Final
Esse foi o resultado da final. 
| Pos.              | Raia | Nadadora          | Nacionalidade | Tempo   | Notas            |
| ----------------- | ---- | ----------------- | ------------- | ------- | ---------------- |
| Medalha de ouro   | 5    | Katinka Hosszú    | Hungria       | 4:33.76 |                  |
| Medalha de prata  | 6    | Zsuzsanna Jakabos | Hungria       | 4:35.68 |                  |
| Medalha de bronze | 3    | Barbora Závadová  | Chéquia       | 4:38.07 |                  |
| 4                 | 4    | Stina Gardell     | Suécia        | 4:38.46 | Recorde nacional |
| 5                 | 2    | Anja Klinar       | Eslovênia     | 4:42.00 |                  |
| 6                 | 7    | Stefania Pirozzi  | Itália        | 4:42.72 |                  |
| 7                 | 1    | Alessia Polieri   | Itália        | 4:48.72 |                  |
| 8                 | 8    | Lara Grangeon     | França        | 4:53.98 |                  |

Legenda
| Recorde mundial       | Recorde mundial (World record)               |                       | Recorde africano                      | Recorde africano (African) |                                           | Q | Classificado por posição (Qualified) |
| Recorde do campeonato | Recorde do campeonato (Championship record)  | Recorde da América    | Recorde da América (Americas)         | q                          | Classificado por melhor tempo (Qualified) |   |                                      |
| Melhor marca do ano   | Melhor marca do ano (World leading)          | Recorde asiático      | Recorde asiático (Asian)              | DNS                        | Não largou (Did not start)                |   |                                      |
| Recorde nacional      | Recorde nacional (National record)           | Recorde europeu       | Recorde europeu (European)            | DNF                        | Não terminou (Did not finish)             |   |                                      |
| Recorde pessoal       | Recorde pessoal do atleta (Personal best)    | Recorde da Oceania    | Recorde da Oceania (Oceania)          | DSQ / DQ                   | Desclassificado (Disqualified)            |   |                                      |
| Recorde da temporada  | Recorde da temporada do atleta (Season best) | Recorde sul-americano | Recorde sul-americano (South America) | NM                         | Sem marca (No mark)                       |   |                                      |